# Oleg Gorbaczow
Oleg Michajłowicz Gorbaczow, ros. Олег Михайлович Горбачев (ur. 13 września 1923 r. w Moskwie, zm. 6 stycznia 1945 r. w Paderborn) – radziecki pilot wojskowy (starszy sierżant), pilot Luftwaffe podczas II wojny światowej.
W okresie międzywojennym służył w lotnictwie wojskowym Armii Czerwonej. Doszedł do stopnia starszego sierżanta. Po ataku wojsk niemieckich na ZSRR 22 czerwca 1941 r., był pilotem 291 Myśliwskiego Pułku Lotniczego. 17 kwietnia 1943 r. na samolocie myśliwskim Jak-1 został zestrzelony przez Niemców. Osadzono go w obozie jenieckim, gdzie wstąpił do Rosyjskiej Armii Wyzwoleńczej (ROA). Służył faktycznie w niemieckiej jednostce lotniczej 3./Fl.ÜG 1/4 "Süd", której zadaniem było odprowadzanie samolotów myśliwskich Me 109 z zakładów lotniczych na front. Oleg M. Gorbaczow zginął w wypadku lotniczym w Paderborn 6 stycznia 1945 r.